# Psittacinae
Vẹt Cựu thế giới hay Vẹt Cổ thế giới (Danh pháp khoa học: Psittacinae) là một phân họ của họ Vẹt gồm các loài vẹt phân bố tại châu Á, châu Phi, châu Úc (Cựu Thế giới). Phân họ này hiện có 11 loài được xếp vào hai chi. Trong số các loài vẹt này, loài vẹt xám châu Phi (Psittacus erithacus) đã được biết đến ở châu Âu từ thời kỳ La Mã.

## Các chi
Chi Psittacus
- Psittacus erithacus
- Psittacus timneh

Chi Poicephalus
- Poicephalus robustus, 
  - Poicephalus robustus robustus (phân loài chỉ định)
  - Poicephalus robustus fuscicollis,
  - Poicephalus robustus suahelicus,
- Poicephalus gulielmi,
- Poicephalus meyeri,
- Poicephalus rueppellii,
- Poicephalus cryptoxanthus,
- Poicephalus rufiventris,
- Poicephalus senegalus,
- Poicephalus flavifrons
- Poicephalus crassus,

Theo truyền thống trong chi Coracopsis được xếp vào phân họ này nhưng ngày nay chúng là một họ khác. Ngoài ra một chi đã tuyệt chủng từ thời tiền sử là Bavaripsitta cũng đã được mô tả.